# Seznam narodnih herojev Jugoslavije (G)
Seznam narodnih herojev Jugoslavije, katerih priimki se začnejo na črko G.

## Seznam
- Dušan Gavran (1922–1942), za narodnega heroja proglašen 27. novembra 1953.
- Kiro Gavrilovski (1918–1944), za narodnega heroja proglašen 11. oktobra 1953.
- Veselin Gavrić (1918–1942), za narodnega heroja proglašen 27. novembra 1953.
- Ljubivoje Gajić Đoka (1904–1944), za narodnega heroja proglašen 9. oktobra 1953.
- Jure Galić Veliki (1912–1943), za narodnega heroja proglašen 5. julija 1951.
- Vilim Galjer Šišo (1911–1942), za narodnega heroja proglašen 27. novembra 1953.
- Radovan Gardašević (1916–1943), za narodnega heroja proglašen 10. julija 1953.
- Vasilj Gaćeša (1906–1942), za narodnega heroja proglašen 6. decembra 1944.
- Pero Georgiev Čičo (1918–1941), za narodnega heroja proglašen 11. oktobra 1951.
- Ljubica Gerovac (1919–1942), za narodnega heroja proglašena 27. novembra 1953.
- Strahil Gigov (1909–1999), z redom narodnega heroja odlikovan 27. novembra 1953.
- Miloš Gilić Mićo (1918–1944), za narodnega heroja proglašen 9. oktobra 1953.
- Pero Giljan (1912–1943), za narodnega heroja proglašen 27. novembra 1953.
- Ivo Gluhak (1922–1941), za narodnega heroja proglašen 20. decembra 1951.
- Mate Golem (1923–1941), za narodnega heroja proglašen 24. julija 1953.
- Pavle Goranin Ilija (1915–1944), za narodnega heroja proglašen 15. maja 1944.
- Ivan Gošnjak (1909–1980), z redom narodnega heroja odlikovan 17. novembra 1953.
- Albin Grajzer (1922–1944), za narodnega heroja proglašen 20. decembra 1951.
- Dukica Grahovac (1900–1942), za narodnega heroja proglašen 26. julija 1945.
- Petar Gračanin (1923 - 2004), z redom narodnega heroja odlikovan 20. decembra 1951.
- Čedo Grbić Kedacije (1921–), z redom narodnega heroja odlikovan 20. decembra 1951.
- Danilo Grbović (1907–1984), z redom narodnega heroja odlikovan 13. julija 1953.
- Jevrem Grbović (1908–1943), za narodnega heroja proglašen 20. decembra 1951.
- dr Pavle Gregorić (1892–1989), z redom narodnega heroja odlikovan 27. novembra 1953.
- Jože Gregorčič (1907–1942), za narodnega heroja proglašen 5. julija 1951.
- Janko Gredelj (1916–1941), za narodnega heroja proglašen 5. julija 1951.
- Dušan Grk (1906–1994), z redom narodnega heroja odlikovan 23. julija 1952.
- Radovan Grković (1913–1974), z redom narodnega heroja odlikovan 27. novembra 1953.
- Trajko Grković (1919–1943), za narodnega heroja proglašen 6. julija 1953.
- Radovan Grmuša (1917–1974), z redom narodnega heroja odlikovan 27. novembra 1953.
- Milutin Grozdanić (1915–1943), za narodnega heroja proglašen 20. decembra 1951.
- Petar Grubor (1902–1944), za narodnega heroja proglašen 20. decembra 1951.
- Albert Gruden (1923–1982), z redom narodnega heroja odlikovan 21. julija 1953.
- Vojislav Grujić (1913–1943), za narodnega heroja proglašen 20. decembra 1951.
- Stojan Grujičić Jaruga (1919–1999), z redom narodnega heroja odlikovan 25. septembra 1944.
- Ivan Guvo (1910–1992), z redom narodnega heroja odlikovan 27. novembra 1953.